# No Remorse Records (label grec)
Pour les articles homonymes, voir No Remorse.
No Remorse Records est un label discographique grec de heavy metal, basé à Athènes. Fondé en 1998, le label procède à des rééditions d'albums des années 1980, ainsi qu'à des nouveautés.

## Histoire
Le label est fondé le 14 février 1998, et se consacre à des rééditions, dont celles de ADX, Angel Dust ou Heavy Load, et à des nouveautés heavy metal, avec des groupes comme Eternal Champion ou Axe Crazy.
Basé à Athènes, le label travaille avec des collaborateurs étrangers. Le français Christophe Bailet est ainsi mandaté pour travailler sur les rééditions d'ADX, de High Power, Sortilège ou encore Anthracite. No Remorse s'intéresse aussi à la scène canadienne et réédite le matériel de groupes québécois et ontariens n'ayant pas à l'époque attiré l'attention de structures nationales ou internationales contrairement à des groupes comme Sword, Exciter, Voivod, Deaf Dealer ou Anvil. Le label republie ainsi les morceaux de D.D.T, considéré comme le premier groupe de heavy metal au Québec, Messiah Force, une formation jonquièroise à l'instar de Voivod et Deaf Dealer, Crypt, ensemble montréalais ayant partagé des membres avec Exciter, ou Iron Gypsy, un trio d'Hamilton. 

## Groupes et artistes
Les groupes et artistes signés, ou anciennement signés par le label incluent notamment : W.E.B. (2013), March to Die (2023), Triumpher (2023), et Diamonds Hadder (2023).

## Discographie notable

### Albums et EP
- 2018 : Eternal Champion - The Armor of Ire
- 2018 : Heir Apparent - The View from Below
- 2018 : Stonewall - Never Fall (album)
- 2019 : Heavy Load : Death or Glory (album, vinyle, réédition)
- 2019 : Holocaust - Heavy Metal Mania - The Singles (compilation, édition limitée)
- 2019 : Voie de fait - Ange ou démon (album)
- 2023 : Century - The Conquest of Time (album)
- 2023 : Asmodina - Headbanger (album)
- 2023 : Malteze - Count Your Blessings (album)
- 2023 : Asmodina - Headbanger (EP)
- 2023 : Sacred Outcry - Towers of Gold (album)
- 2023 : Millennium - The Sign of Evil (album)
- 2023 : Darklon - The Redeemer
- 2023 : March to Die - Tears of the Gorgon

### Rééditions
- 2013 : D.D.T. - Let the Screw... Anthology (compilation regroupant l'EP Let the Screw... Turn You on et différentes démos du groupe)
- 2015 : ADX - La Terreur
- 2015 : ADX - Suprématie
- 2015 : High Power - Les Violons de Satan
- 2016 : Angel Dust - Into the Dark Past
- 2016 : Angel Dust - To Dust You Will Decay
- 2017 : Sortilège - Métamorphose
- 2017 : Sortilège - Sortilège
- 2017 : Sortilège - The Last Day[4]